# Requiem (Dvořák)
Pour les articles homonymes, voir Requiem (homonymie).
Le Requiem en si bémol mineur op. 89 (B. 165) d'Antonín Dvořák, pour solistes, chœurs et orchestre, a été composé en 1890.

## Histoire
En 1890 Antonín Dvořák est au début de son apogée créatrice. Il a déjà une certaine expérience de la musique religieuse avec son Stabat Mater, écrit 14 ans plus tôt, une messe écrite trois ans plus tôt, ainsi qu'un oratorio, achevé quatre ans plus tôt. Il termine la composition de son requiem en neuf mois. Il ne s'agit ni d'une œuvre de commande, ni d'une composition de circonstance. Son écriture reste ainsi très personnelle, reflétant l'âme du musicien.
Ce requiem est créé le 9 octobre 1891 au festival triennal de musique de Birmingham, sous la direction du compositeur.

## Composition

### Part I
1. Introitus: Requiem aeternam. Poco lento
2. Graduale: Requiem aeternam. Andante
3. Sequentia: Dies irae. Allegro impetuoso
4. Tuba mirum. Moderato
5. Quid sum miser. Lento
6. Recordare, Jesu pie. Andante
7. Confutatis maledictis. Moderato maestoso
8. Lacrimosa. L'istesso tempo

### Part II
1. Offertorium: Domine Jesu Christe. Andante con moto
2. Hostias. Andante
3. Sanctus. Andante maestoso
4. Pie Jesu. Poco adagio
5. Agnus Dei. Lento

## Orchestration
L'œuvre est écrite pour grand orchestre :
| Instrumentation du Requiem                                                    |
| Voix                                                                          |
| 1 soprano, 1 ténor, 1 alto , 1 basse chœurs                                   |
| Bois                                                                          |
| 2 flûtes, 1 flûte piccolo 2 hautbois , 1 cor anglais 2 clarinettes, 2 bassons |
| Cuivres                                                                       |
| 4 cors, 4 trompettes, 3 trombones, 1 tuba                                     |
| Percussions                                                                   |
| timbales, tam-tam                                                             |
| Clavier                                                                       |
| 1 orgue                                                                       |
| Cordes                                                                        |
| premiers violons, seconds violons, altos, violoncelles, contrebasses, 1 harpe |

## Enregistrements notables
- Antonín Dvořák : Rekviem - Orchestre philharmonique tchèque, Czech Philharmonic Chorus, dirigé par Karel Ančerl, chef de chœur Markéta Kühnová ; solistes : Maria Stader – soprano, Sieglinde Wagner – alt, Ernst Haefliger – ténor, Kim Borg – basse. Supraphon, 1959, re-edition en 2 CD 1991 (Ančerl Gold Edition no.13). Cet enregistrement a été récompensé par le Grand Prix du disque de l'Académie Charles Cros.
- Dvořák : Requiem for soloists, chorus and orchestra, Op. 89 - Czech Philharmonic orchestra, dirigé par Wolfgang Sawallisch ; solistes : Gabriela Beňačková, Brigitte Fassbaender, Thomas Moser, Jan Hendrik Rootering.  2 CD Supraphon réf.610282-232
- Dvořák : Requiem b-moll, op. 89 - London Symphony Orchestra, dirigé par István Kertész, Ambrosian Singers choir, solistes : Pilar Lorengar, Erzsebet Komlossy, Robert Ilosfalvy, Tom Krause ; publié par Decca.
- Dvořák : Requiem, op. 89, Orchestre symphonique du New Jersey, dirigé par Zdeněk Mácal, Westminster Symphonic Choir, solistes : Oksana Krovytska (soprano), Wendy Hoffman (mezzo-soprano), John Aler (ténor), Gustav Beláček (basse). 1999 Dellos.

## Sources
- (en) Cet article est partiellement ou en totalité issu de l’article de Wikipédia en anglais intitulé « Requiem (Dvořák) » (voir la liste des auteurs).

1. 1 2  Roubicek V, notice de l'enregistrement de l'œuvre par l'orchestre philharmonique tchèque sous la direction de Karel Ancerl